# Hrvatsko narodno kazalište u Varaždinu
Hrvatsko narodno kazalište u Varaždinu kazališna je ustanova u Varaždinu.

## Povijest
Prve su kazališne predstave u Varaždinu organizirane u isusovačkoj gimnaziji početkom 17. stoljeća, a javne kazališne predstave održavale su se s prekidima od 1788. do 1873. na različitim mjestima: velikaškim palačama, gostionicama i trgovima. U 19. stoljeću predstave su se izvodile na hrvatskom i njemačkom jeziku; njemačko kazalište dominira do potkraj stoljeća i odigralo je vrlo značajnu ulogu u širenju kazališne kulture i u samom nastajanju hrvatskog kazališta.
Godine 1873. podignuta je sadašnja zgrada kazališta prema projektu čuvenog bečkog arhitekta Hermanna Helmera. Prvi hrvatski profesionalni ansambl osnovan je 1898. Od 1898. do 1915. kazalištem upravlja i kazališni život organizira Hrvatsko dramatsko društvo na čelu s poznatim filologom i književnim povjesničarom Ivanom Mičetićem. Stalno gradsko kazalište osnovano je 1915., uz dramu djeluje opera i opereta, a prvih sedam sezona ravnatelj je bio Andro Mitrović, skladatelj, dirigent i redatelj, poslije osnivač mariborske opere.
Stalno kazalište održalo se do 1925. Potom, do Drugoga svjetskog rata, kazališne sezone održava osječko kazalište, koje Varaždin smatra svojom drugom središnjicom. Od 1942. – 1945. djeluje Društvo hrvatskih kazališnih dobrovoljaca, koje dotira i država. Od 1945. do danas kontinuirano djeluje stalno kazalište.

## Zgrada kazališta
Godine 1869. odlučila je varaždinska gradska općina vlastitim novcima podići novu, moderno opremljenu kazališnu zgradu. Sljedeće godine sastavljen je program gradnje i raspisan natječaj na kojem je prva nagrada pripala mladom bečkom arhitektu Hermannu Helmeru. Prema zahtjevima natječaja Helmer je južno od stare gradske jezgre projektirao zgradu pod čijim će se krovom nalaziti različiti sadržaji: osim kazališta, u zgradi će biti i koncertna dvorana, restoran i kavana, prostorije za čitaonicu i nekoliko stanova.
Vanjsko uređenje Helmer je oblikovao po načelu strukturalne iskrenosti s jasno vidljivom trodijelnom kompozicijom prostora (dvorana – komunikacije – dvorana). Fasadni plašt ukrašen je novorenesansnim obilježjima i to tako da se glavno pročelje ne ističe osobito u odnosu na preostala tri, radi višenamjenjivosti zgrade i nakane da zbog istaknute vizure okolina ostane neizgrađena.

## Zaštita
Pod oznakom Z-6187 zavedeno je kao nepokretno kulturno dobro – pojedinačno, pravna statusa zaštićena kulturnog dobra, klasificirano kao "javna građevina".

## Vanjske poveznice

### Sestrinski projekti
|  | Zajednički poslužitelj ima još gradiva o temi Hrvatsko narodno kazalište u Varaždinu |

### Mrežna sjedišta
- Službene stranice Hrvatskog narodnog kazališta u Varaždinu